# Unione Sportiva Lecce 1965-1966
Questa voce raccoglie le informazioni riguardanti l'Unione Sportiva Lecce nelle competizioni ufficiali della stagione 1965-1966.

## Divise
| Casa |

## Rosa
| N. |                   | Ruolo | Calciatore              |
| -- | ----------------- | ----- | ----------------------- |
|    | Italia (bandiera) | P     | Francesco Della Tommasa |
|    | Italia (bandiera) | P     | Ezio Genero             |
|    | Italia (bandiera) | D     | Aldo Lucci              |
|    | Italia (bandiera) | D     | Aldo Danieli            |
|    | Italia (bandiera) | D     | Aldo Sensibile          |
|    | Italia (bandiera) | D     | Luigi Garagna           |
|    | Italia (bandiera) | D     | Ubaldo Marconato        |
|    | Italia (bandiera) | D     | Alfredo Tardivo         |
|    | Italia (bandiera) | D     | Angelo Zini             |
|    | Italia (bandiera) | C     | Mario Russo             |

| N. |                   | Ruolo | Calciatore             |
| -- | ----------------- | ----- | ---------------------- |
|    | Italia (bandiera) | C     | Bruno Scardeoni        |
|    | Italia (bandiera) | C     | Giuseppe Cartisano     |
|    | Italia (bandiera) | C     | Eugenio Petrini        |
|    | Italia (bandiera) | C     | Mario Dalla Pietra     |
|    | Italia (bandiera) | C     | Luigi Trevisan         |
|    | Italia (bandiera) | A     | Giovanni Guardavaccaro |
|    | Italia (bandiera) | A     | Ivano Mainardis        |
|    | Italia (bandiera) | A     | Luigi Marovelli        |
|    | Italia (bandiera) | A     | Geraldo Palmieri       |
|    | Italia (bandiera) | A     | Carlo Petrini          |

## Risultati

### Serie C

#### Girone di andata
| Arbitro: | Panzino (Catanzaro Lido) |

|  |           |                |
|  | Marcatori | 32’, 39’ Prati |

| Arbitro: | Tempio (Catania) |

|                   |           |  |
| Campanini 3’, 25’ | Marcatori |  |

| Arbitro: | De Marco (Torre del Greco) |

|              |           |            |
| Trevisan 22’ | Marcatori | 87’ Savini |

| Arbitro: | Falzea (Reggio Calabria) |

|                         |           |           |
| Gasparini 37’, 51’, 58’ | Marcatori | 11’ Russo |

| Arbitro: | Centore (Ancona) |

|                                     |           |           |
| Russo 10’ Garagna 50’ Mainardis 58’ | Marcatori | 48’ Rossi |

| Arbitro: | Pontini (Ferrara) |

|          |           |  |
| Aldi 54’ | Marcatori |  |

| Lecce 31 ottobre 1965 7ª giornata | Lecce            | 0 – 0 referto | Akragas | Stadio Carlo Pranzo\| Arbitro: \| Fuschi (Pescara) \| |
| Arbitro:                          | Fuschi (Pescara) |               |         |                                                       |

| Lecce 7 novembre 1965 8ª giornata | Lecce         | 0 – 0 referto | Crotone | Stadio Carlo Pranzo\| Arbitro: \| Ciulli (Roma) \| |
| Arbitro:                          | Ciulli (Roma) |               |         |                                                    |

| Caserta 14 novembre 1965 9ª giornata | Casertana       | 0 – 0 referto | Lecce | Stadio Alberto Pinto\| Arbitro: \| Leita (Catania) \| |
| Arbitro:                             | Leita (Catania) |               |       |                                                       |

| Arbitro: | Leardi (Messina) |

|  |           |              |
|  | Marcatori | 22’ Trevisan |

| Arbitro: | Casella (Messina) |

|              |           |  |
| Trevisan 54’ | Marcatori |  |

| Chieti 5 dicembre 1965 12ª giornata | Chieti          | 0 – 0 referto | Lecce | Stadio della Civitella\| Arbitro: \| Riccio (Napoli) \| |
| Arbitro:                            | Riccio (Napoli) |               |       |                                                         |

| Arbitro: | Branzoni (Pavia) |

|                 |           |  |
| Dalla Pietra 6’ | Marcatori |  |

| Arbitro: | Pfiffner (Torino) |

|                        |           |  |
| Guizzo 17’ Ciccolo 86’ | Marcatori |  |

| Arbitro: | Ghetti (Modena) |

|              |           |                       |
| Scardeoni 5’ | Marcatori | 88’ (rig.) Meneghetti |

| Arbitro: | Prece (Roma) |

|                  |           |           |
| Petrini 73’, 80’ | Marcatori | 89’ Nardi |

| Bari 16 gennaio 1966 17ª giornata | Bari            | 0 – 0 referto | Lecce | Stadio della Vittoria\| Arbitro: \| Lattanzi (Roma) \| |
| Arbitro:                          | Lattanzi (Roma) |               |       |                                                        |

#### Girone di ritorno
| Arbitro: | Levrero (Genova) |

|                                               |           |  |
| Sestili 5’ Ronconi 35’, 64’ Rosati 60’ (rig.) | Marcatori |  |

| Lecce 30 gennaio 1966 19ª giornata | Lecce              | 0 – 0 referto | Cosenza | Stadio Carlo Pranzo\| Arbitro: \| Monforte (Palermo) \| |
| Arbitro:                           | Monforte (Palermo) |               |         |                                                         |

| L'Aquila 6 febbraio 1966 20ª giornata | L'Aquila              | 0 – 0 referto | Lecce | Stadio Tommaso Fattori\| Arbitro: \| Simoncini (La Spezia) \| |
| Arbitro:                              | Simoncini (La Spezia) |               |       |                                                               |

| Lecce 13 febbraio 1966 21ª giornata | Lecce              | 0 – 0 referto | Avellino | Stadio Carlo Pranzo\| Arbitro: \| Dal Prato (Nogara) \| |
| Arbitro:                            | Dal Prato (Nogara) |               |          |                                                         |

| Arbitro: | Trilli (Matera) |

|              |           |              |
| Padovani 60’ | Marcatori | 79’ Trevisan |

| Arbitro: | Bravi (Roma) |

|               |           |                      |
| Marovelli 26’ | Marcatori | 67’, 76’, 86’ Ghelli |

| Arbitro: | Pilotto (Roma) |

|            |           |  |
| Scappi 58’ | Marcatori |  |

| Crotone 13 marzo 1966 25ª giornata | Crotone              | 0 – 0 referto | Lecce | Stadio Ezio Scida\| Arbitro: \| Sammicheli (Firenze) \| |
| Arbitro:                           | Sammicheli (Firenze) |               |       |                                                         |

| Lecce 20 marzo 1966 26ª giornata | Lecce               | 0 – 0 referto | Casertana | Stadio Carlo Pranzo\| Arbitro: \| Marchetti (Vicenza) \| |
| Arbitro:                         | Marchetti (Vicenza) |               |           |                                                          |

| Arbitro: | Trono (Torino) |

|  |           |           |
|  | Marcatori | 7’ Taiano |

| Arbitro: | Torra (Voghera) |

|                    |           |                  |
| Frigeri 40’ (rig.) | Marcatori | 78’ (rig.) Russo |

| Arbitro: | Gandiolo (Alessandria) |

|                               |           |  |
| Petrini 46’ Guardavaccaro 55’ | Marcatori |  |

| Arbitro: | Cimma (Biella) |

|              |           |               |
| Mattioli 90’ | Marcatori | 26’ Scardeoni |

| Arbitro: | Cruciani (Terni) |

|              |           |             |
| Trevisan 52’ | Marcatori | 65’ Ciccolo |

| Arbitro: | Bravi (Roma) |

|                    |           |  |
| Peretta 61’ (rig.) | Marcatori |  |

| Trapani 15 maggio 1966 33ª giornata | Trapani          | 0 – 0 referto | Lecce | Stadio Polisportivo Provinciale\| Arbitro: \| Canova (Bologna) \| |
| Arbitro:                            | Canova (Bologna) |               |       |                                                                   |

| Arbitro: | Messinese (Taranto) |

|              |           |  |
| Trevisan 77’ | Marcatori |  |

## Fonte
- WLecce.it.